# Tour della nazionale maschile di rugby a 15 delle Figi 1972
Nel 1972, la nazionale delle isole Figi di "rugby a 15" si reca in tour nelle isole Tonga

## Risultati
| 8 luglio 1972 | Country | 6 – 24 | Figi XV |  |

| 12 luglio 1972 | Tonga Colts | 8 – 34 | Figi XV |  |

| Nuku'alofa 15 luglio 1972 | Tonga | 10 – 18 | Figi |  |

| 19 luglio 1972 | Town | 28 – 20 | Figi XV |  |

| Nuku'alofa 22 luglio 1972 | Tonga | 6 – 17 | Figi |  |

| 26 luglio 1972 | Ha'apai 'Eua | 0 – 20 | Figi XV |  |

| 29 luglio 1972 | Vava'u | 4 – 17 | Figi XV |  |

| Nuku'alofa 5 agosto 1972 | Tonga | 9 – 10 | Figi |  |